# Arena (Wisconsin)
Arena – miasto w Stanach Zjednoczonych, w stanie Wisconsin, w hrabstwie Iowa.